# Hậu Bách Tế
Hậu Bách Tế là một trong Hậu Tam Quốc tại Triều Tiên cùng với Hậu Cao Câu Ly và Tân La. Vương quốc chính thức được thành lập từ vị tướng Tân La bất bình là Chân Huyên (Gyeon Hwon) vào năm 900, và thất thủ trước đội quân Vương Kiến (Wanggeon) của Cao Ly vào năm in 936.  Kinh đô của vương quốc đặt tại Jeonju, nay thuộc tỉnh Jeolla Bắc. Hầu hết thông tin về vương quốc này đến từ các biên niên sử Tam quốc di sự và Tam quốc sử ký, phần lớn là trùng khớp với nhau.

## Bối cảnh
Khi bắt đầu cuộc tấn công đầu tiên của mình ở Mujinju (Vũ Trân Châu) năm 892, Chân Huyên chỉ là thủ lĩnh của một trong rất nhiều các cuộc nổi loạn chống lại ách cai trị của một Tân La đã suy yếu từ cuối thế kỷ thứ 9. Nhiều trong số các cuộc nổi dậy này đã ban đầu bùng phát từ quyết định sử dụng vũ lực để thu thuế của nông dân vào năm 889 của triều đình. Vào thời điểm này, hầu hết quyền lực trên bán đảo nằm trong tay các quý tộc địa phương, những người thiếu lòng trung thành mạnh mẽ với chính quyền trung ương. Do đó các cuộc khởi nghĩa do các tướng lĩnh bất bình lãnh đạo đã xảy ra.
Qua tên vương quốc, Hậu Bách Tế tìm cách để thể hiện mình như là thực thể kế thừa hợp pháp của vương quốc Bách Tế trước đây, là vương quốc cai trị vùng tây nam của bán đảo Triều Tiên cho đến khi chịu khuất phục trước Tân La vào năm 660.

## Đối nội
Trừ giai đoạn cuối cùng, Hậu Bách Tế do Chân Huyên (Gyeon Hwon) trị vì, cá nhân ông đóng vai trò quyết định trong số phận của vương quốc. Sau khi lên ngôi vua, ông nạp thêm một số thê thiếp, và được nói rằng có 10 người con trai trong đó có tám con với người vợ đầu.  Điều này là nguyên nhân dẫ đến sự diệt vong của vương quốc.
Năm 935, Chân Huyên chọn người con trai tên là Kim Cương (Geumgang) làm thái tử Hậu Bách Tế. Khi đó người con trai cả là Thần Kiếm (Singeom) đã âm mưu đảo chính cùng với các em trai của mình, rồi giam cầm phụ thân tại Geumsansa (Kim Sơn tự) ở Gimje. Thần Kiếm giết thái tử Kim Cương và đưa mình lên ngai vàng. Tuy nhiên, Chân Huyên đã trốn thoát sang Cao Ly.

## Hoạt động quân sự
Trong giai đoạn tồn tại của mình, Hậu Bách Tế đôi khi đã gặp phải khó khăn khi đối mặt với lực lượng hải quân của Vương Kiến (Wanggeon) ở vùng Naju. Việc này đã làm gián đoạn việc giao thương và các mối quan hệ ngoại giao với các vương quốc ở miền nam Trung Hoa khi đó.
Hậu Bách Tế có sức mạnh quân sự đáng kể, và "Nếu Củng Duệ (Gung Ye) và Vương Kiến không cản đường ông (Chân Huyên), ông chắc chắn sẽ chỉ gặp chút khó khăn trong việc lật đổ Tân La."  Hậu Bách tế thể hiện sức mạnh lớn nhất của nó vào năm 927. Trong năm đó, quân đội vương quốc đã tấn công và cướp phá  kinh đô Tân La ở Gyeongju (Khánh Châu), giết Cảnh Ai Vương (Gyeongae) và lập Kính Thuận Vương (Gyeongsun) làm vua Tân La.  Trước cuộc tấn công, Tân La đã gửi yêu cầu tiếp viện đến Cao Ly, và Vương Kiến đã đến với một đội quân hùng mạnh một thời gian ngắn sau khi Gyeongju thất thủ. Hai đội quân đã giáp mặt nhau tại núi Palgong tại Daegu ngày nay. Lực lượng của Vương Kiến trong cuộc chiến được chép là có 10.000 nam binh. Hậu Bách Tế đã thắng trận, và chỉ một mình Vương Kiến chạy thoát nhờ sự hy sinh anh dũng của các vị tướng Shin Sung-gyeom (Thân Sùng Khiêm) và Kim Nak.
Tuy nhiên, khi hai đội quân giáp mặt nhau lần sau trong trận Gochang gần Andong năm 930, Cao Ly đã giành được chiến thắng quyết định. Lực lượng Hậu Bách Tế bị đẩy vào trong vùng trung tâm của mình và hứng chịu một thất bại tồi tệ ở Hongseong năm 934.

## Quan hệ đối ngoại
Vương Kiến tìm cách duy trì tính hợp pháp của mình thông qua mối quan hệ ngoại giao với miền Bắc trung Hoa, trong khi đó, Chân Huyên cũng tìm cách làm điều tương tự với các thế lực ở miền Nam Trung Hoa, chủ yếu là với Ngô Việt. Tuy nhiên, giai đoạn tồn tại của Hậu Bách Tế trùng hợp với thời kỳ Ngũ Đại Thập Quốc tại Trung Hoa, nên không bên nào có thể đánh cược mối quan hệ này bằng trợ giúp quân sự.

## Sụp đổ
Sau khi bị những người con trai lật dổ vào năm 935 và trốn sang Cao Ly, bản thân Chân Huyên đã lãnh dạo một đội quân chống lại Hậu Bách Tế. Cùng với Vương Kiến, Tam quốc di sự ghi rằng ông đã lãnh đạo một đội quân lên tới 100.000 người chống lại vương quốc mình đã thành lập. Quân đội Cao Ly và Hậu Bách Tế gặp nhau tại Seonsan (Thiện Sơn), nay thuộc Gumi ở tỉnh Gyeongsang Bắc, và kết quả là lực lượng Hậu Bách Tế đã bị tiêu diệt.  Hậu Bách Tế bị tiêu diệt hoàn toàn vào năm 936, một năm sau khi Kính Thuận Vương (Gyeongsun) của Tân La đầu hàng trước Vương Kiệm. Trận Seonsan đánh dấu sự kết thúc của giai đoạn Hậu Tam Quốc.
Theo phong cách bao dung của mình, Vương Kiến đã trao một tước hiệu cho Thần Kiếm. Các người em là Yanggeom và Yonggeom, những người phải chịu trách nhiệm cho vụ đảo chính, bị cho đi lưu đày.